# Poutu Falls
Die Poutu Falls  sind ein Wasserfall bislang nicht ermittelter Fallhöhe in der Region Waikato auf der Nordinsel Neuseelands. Im südwestlichen Teil des Gebiets der Ortschaft Rangipo im Taupō District liegt er im Lauf des Poutu Stream wenige Kilometer östlich des Lake Rotoaira.